# Marquesia acuminata
Marquesia acuminata là một loài thực vật có hoa trong họ Dầu. Loài này được (Gilg) R.E.Fr. mô tả khoa học đầu tiên năm 1914.